# Schaltblitz

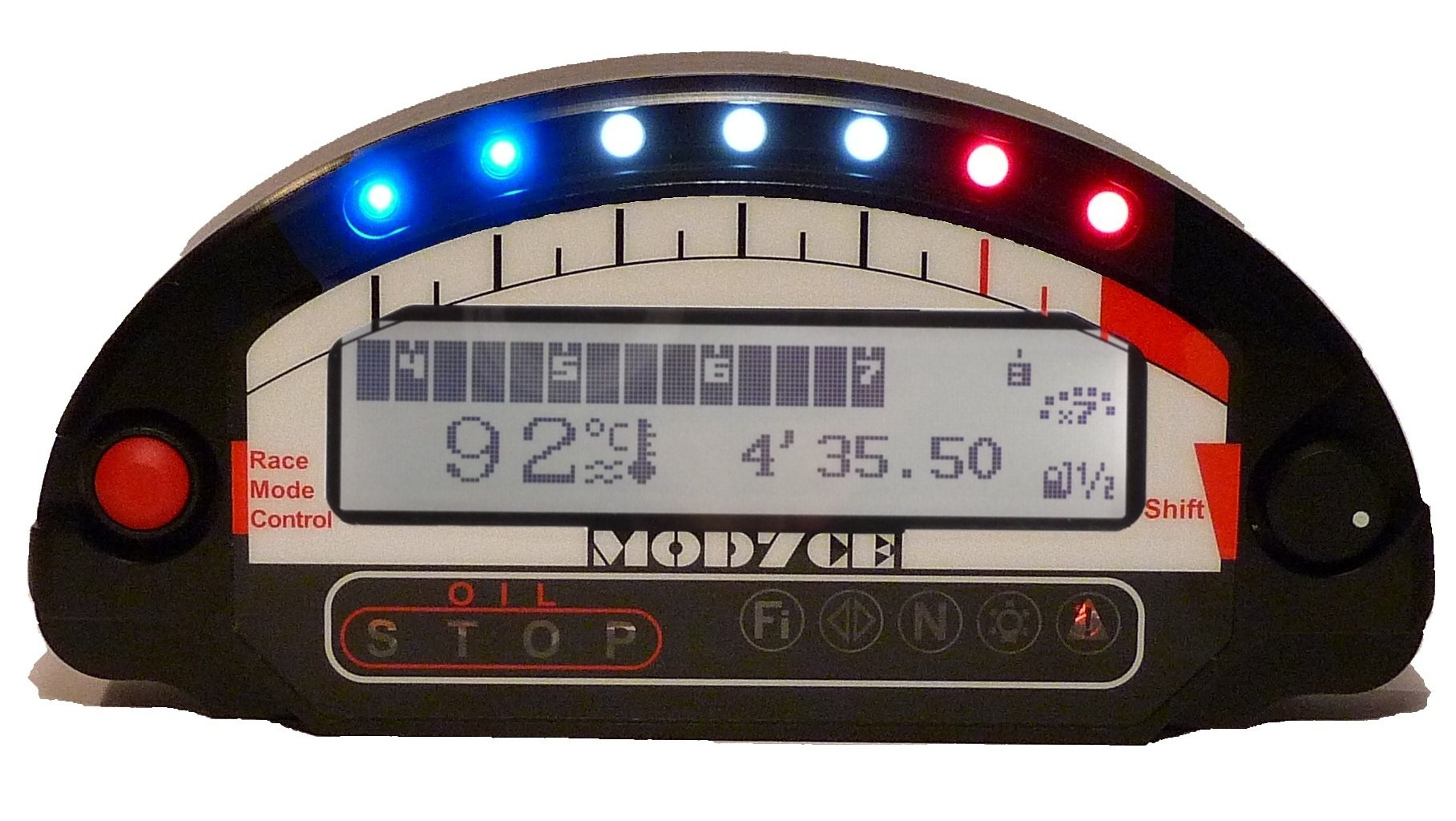
Schaltblitz im Rennsport

Ein Schaltblitz ist ein System, das oft im Kfz-Bereich, besonders im Rennsport verwendet wird. In das Fahrzeug wird eine schnell reagierende Signallampe oder LED installiert, welche bei Erreichen einer Maximaldrehzahl aufleuchtet und dem Fahrer einen nötigen Schaltvorgang signalisiert. Dadurch wird dem Fahrer eine Ablenkung durch den Blick auf den Drehzahlmesser erspart.